# Italki
italki es un sitio web de tecnología educativa que ayuda a estudiantes de lenguas extranjeras a conectar con profesores y compañeros de lenguas nativo parlantes. Los usuarios de italki pueden buscar un profesor particular, concertar y pagar por lecciones de idiomas. Los profesores de italki pueden crear un perfil, y construir una reputación personal.

## Concepto
italki es un mercado en línea y una red social centrada en la enseñanza de idiomas. Los usuarios son clasificados como "estudiantes" o "profesores". Para ser miembro de italki se precisa una dirección de correo electrónico; sin embargo, es necesario pagar para poder concertar lecciones con profesores en línea. Los profesores pasan por un proceso de solicitud que incluye verificación de su identidad y de sus credenciales como profesor.

### Mercado de Profesores
Los usuarios de pago en italki pueden tomar lecciones de profesores particulares en línea. Los profesores en italki son designados como "profesores profesionales" o "tutores de la comunidad", los primeros con experiencia profesional en la enseñanza o certificaciones. Ambos tipos de profesores pueden crear un perfil de profesor, y fijar sus propios honorarios de pago.
Cuando los profesores concluyen las lecciones, reciben realimentación y puntuaciones de los estudiantes de italki.
 La mayor parte de las lecciones tienen lugar por Skype. italki cobra una tarifa del 15% del pago por las transacciones satisfactorias de lecciones.

### Aprendizaje social de Idiomas
Los usuarios de italki pueden hacer amigos para intercambio de idiomas, hacer preguntas sobre enseñanza de idiomas, escribir ensayos y recibir correcciones, y participar en discusiones de idiomas. Estas opciones dependen de las respuestas de otros miembros de la comunidad de italki.

## Ventajas de italki
Hay algunas ventajas que sitúan italki en las primeras posiciones de recursos para aprender idiomas. Algunas opiniones aseguran ser la mejor herramienta porque el hecho de poder hablar con una persona, desarrolla conexiones en el cerebro que no se pueden conseguir con otros recursos. Al fin y al cabo, comunicarse es el objetivo de cualquier idioma y con italki se llega a esta fase independientemente del nivel que se tenga.

## Historia
italki fue fundada por Kevin Chen y Yongyue Jiang en 2007, y oficialmente registrada en Hong Kong, con un centro de desarrollo en Shanghái, China.
En agosto de 2012, italki completó una ronda de financiamiento por una cantidad no revelada por parte de ángeles inversionistas.
En febrero de 2016, italki relanzó su sitio web con un nuevo logo y diseño. En el mismo mes, italki lanzó también su propia aplicación nativa para Android.
En octubre de 2019, italki adquirió la empresa española Lingbe. Lingbe es la empresa responsable de una APP de aprendizaje de idiomas a través del movil.